# 刚古
剛古（Conqueror）是英国一家高质量水印纸制造商。该公司于19世纪80年代末由总部设在伦敦的文具商Wiggins Teape的主管E.P. Barlow创立。該公司生產的紙張稱為剛古紙。